# Albaret-Sainte-Marie
Albaret-Sainte-Marie este o comună în departamentul Lozère din sudul Franței. În 2009 avea o populație de 556 de locuitori.

## Evoluția populației
| An        | 1975 | 1982 | 1990 | 1999 | 2006 | 2009 |
| --------- | ---- | ---- | ---- | ---- | ---- | ---- |
| Populație | 309  | 333  | 338  | 452  | 522  | 556  |